# Championnats du monde de pentathlon moderne 1953
Navigation
Édition précédente Édition suivante
Les championnats du monde de pentathlon moderne 1953, quatrième édition des championnats du monde de pentathlon moderne, ont eu lieu en 1953 à Santo Domingo, au Chili.

## Podiums

### Hommes
| Épreuves    | Or                                                 | Argent                                                                         | Bronze                                                        |
| ----------- | -------------------------------------------------- | ------------------------------------------------------------------------------ | ------------------------------------------------------------- |
| Individuel  | Hongrie Gábor Benedek                              | Hongrie István Szondy                                                          | États-Unis William Andre                                      |
| Par équipes | Suède Lars Hall Thorsten Lindquist Per-Ove Nilsson | Argentine Jorge Hugo Arguindegui Luis Fernando Ribera Carlos Alberto Velázquez | Chili Luis Carmona Barrales Gerardo Cortés Nilo Floody Buxton |